# Teigarfjall
Teigarfjall är ett berg i republiken Island. Det ligger i regionen Norðurland eystra, 240 km nordost om huvudstaden Reykjavík. Toppen på teigarfjall är 985 meter över havet.
Runt Teigarfjall är det mycket glesbefolkat, med 2 invånare per kvadratkilometer. Närmaste större samhälle är Dalvík, omkring 17 kilometer nordost om Teigarfjall. Trakten runt Teigarfjall består i huvudsak av gräsmarker.